# Memorandum (The Leading Guy)
Memorandum è il primo album in studio del cantautore italiano The Leading Guy, pubblicato il 27 febbraio 2015.